# Tabanus ochroceras
Tabanus ochroceras är en tvåvingeart som beskrevs av Schuurmans Stekhoven 1932. Tabanus ochroceras ingår i släktet Tabanus och familjen bromsar. Inga underarter finns listade i Catalogue of Life.